# Белая акация (оперетта)
«Бе́лая ака́ция» — оперетта И. О. Дунаевского в трёх действиях. Либретто В. З. Масса и М. А. Червинского.

## История создания
Дунаевский работал над музыкой весной и летом 1955 года. Вначале были написаны «Песня об акации» и «Песня об Одессе».
«Белая акация» — последняя оперетта Дунаевского. Закончить произведение композитор не успел: он скончался 25 июля 1955 года. Клавир оперетты был посмертно завершён Кириллом Молчановым по эскизам композитора. Инструментовка Г. Чернова. Активное участие в оркестровке принимал дирижёр Григорий Столяров.

## Премьера
Право первой постановки оперетты Исаак Дунаевский обещал Одесскому театру музкомедии. В разных источниках по-разному указываются дата и место премьеры оперетты и, соответственно, первая исполнительница роли Тони Чумаковой.
Согласно одним источникам, премьерный показ спектакля состоялся в Москве, а потом в Одессе, согласно другим, наоборот. Третьи источники указывают, что разница между датами этих двух премьер была всего 2—4 дня, что не находит подтверждения в доступных материалах.

### Московский театр оперетты
Дата премьеры: 15 ноября 1955 года или 24 ноября 1955 года

Постановка В. Канделаки и Л. Ротбаум.

Режиссёр А. Гедройц.

Дирижёры Г. Столяров и Л. Оссовский.

Художник Г. Кигель.

Художник по костюмам Р. Вейсенберг.

Художник карнавала Т. Луговская.

Балетмейстер Г. Шаховская.

Хормейстер Г. Агафоников.
Тоня Чумакова — Татьяна Шмыга.

Костя Куприянов — Владимир Чекалов.

Лариса — Ираида Муштакова.

Яшка Буксир — Василий Алчевский.

### Одесский театр музыкальной комедии
Дата премьеры: 29 января 1956 года

Режиссёр И. Гриншпун.

Дирижёр И. Кильберг.

Балетмейстеры И. Вишняков, Н. Дельсон.

Художник Л. Файленбоген.
Тоня Чумакова — Идалия Иванова.

Костя Куприянов — Николай Удод.

Лариса — Евгения Дембская.

Яшка Буксир — Михаил Водяной.
Спектакль стал визитной карточкой театра, а Песня [Тони] об Одессе впоследствии стала неформальным, а затем и официальным гимном Одессы. С ноября 1959 года фрагмент мелодии песни раздаётся каждые полчаса из курантов на здании Одесского городского совета. Эта же песня используется в качестве приветствия прибывающих поездов на железнодорожном вокзале. С 2023 года площадь перед Одесским театром музыкальной комедии носит название площадь Белой Акации.

## Сюжет

### Первое действие
В одесском дворике кипит жизнь: соседи общаются, работают, спорят. Девушка Тоня мечтает о далёких морских путешествиях. В своих романтичных песнях она поёт о родной Одессе, о славных моряках. Тоня влюблена в капитана китобойного судна Константина Куприянова. Появляется невеста Кости — легкомысленная Лариса в сопровождении группы кавалеров. За Ларисой ухаживает и ловкий и самоуверенный Яков Наконечников по прозвищу «Буксир». Во двор приходит Костя Куприянов, он мечтает провести вечер с Ларисой перед долгим плаваньем, но она обманывает его, чтобы пойти на свидание с Яшкой Буксиром. Лариса скрывает свои истинные чувства, а Тоня, любящая Костю, остаётся в тени.

### Второе действие
На базе китобойной флотилии Тоня работает радистом. Яшка, не желая отставать, тоже отправился в плавание, надеясь, что это временно. Он недоволен долгим рейсом и трудностями, жалуется на жару и неудобства, но его хитрый характер позволяет ему избегать серьёзных обязанностей.
Тоня продолжает любить Костю, который страдает из-за отсутствия писем от Ларисы. Чтобы поддержать его, Тоня передаёт радиограммы от имени Ларисы, чтобы он не терял надежды. Во время шторма Костя работает с командой на пределе возможностей, находя утешение в иллюзии любви.

### Третье действие
В Одессе готовятся встречать флотилию. Лариса увлечена киносъёмками встречи моряков и флиртом с членами съёмочной группы, а Тоня пытается предупредить её о радиограммах. Костя возвращается и случайно узнаёт правду о Ларисе. Он осознаёт, что настоящие чувства связывают его с Тоней. История завершается счастливым союзом Кости и Тони.

## Действующие лица
- Пётр Тимофеевич Чумаков — гарпунёр-наставник китобойной флотилии «Салют»
- Ольга Ивановна Чумакова — его жена
- Тоня Чумакова (Тося) — его племянница
- Константин Алексеевич Куприянов (Костя) — капитан-гарпунер китобойца «Салют-8»
- Лариса Штепенко (Лора) — молодая девушка
- Яков Петрович Наконечников по прозвищу «Буксир» (Яша) — кладовщик
- Серафима Степановна Кораблёва — буфетчица на базе китобойной флотилии «Салют»
- Сергей Сергеевич Кораблёв — её муж, театральный парикмахер
- Катя — подруга Тони
- Лёша Великанов и Саша Лопатенко — молодые моряки флотилии
- Капитан — директор флотилии
- Апп — кинорежиссёр
- Моргунов — киноактёр
- Гриша — кинооператор
- Матросы на корабле, соседи.

## Место действия
- 1-е и 3-е действия — Большой двор на одной из приморских улиц Одессы.
- 2-е действие — Палуба китобойной базы «Салют» во время перехода флотилии через экватор.

## Музыкальные номера
Ниже представлен список музыкальных номеров по клавиру 1956 года.
- Увертюра

Действие первое
- № 1. Ансамбль жильцов — «Есть у всех свои заботы…»
- № 2. Песня Тони об Одессе (с хором) — «Когда я пою о широком просторе…»
- № 3. Танец с кастаньетами
- № 4. Ариозо Тони (Песня об акации) — «Над приморской улицей майский день встаёт…»
- № 5. Выход Ларисы и семи кавалеров — «Не оставьте без вниманья наше приглашенье…»
- № 6. Дуэт Ларисы и Яши — «Посмотрите, ветер тучи нагоняет…»
- № 7. Квартет (Чумакова, Кораблёва, Чумаков, Кораблёв) — «Я не певец! Всё это вздор! Я парикмахер и гримёр!..»
- № 8. Песня Кости о дружбе (с хором) — «Без друзей на земле невозможно прожить…»
- № 9. Песня Кости о маяке — «Бушует шторм, кипит волна…»
- № 10. Финал I действия — «Для радости нужно так мало…»

Действие второе
- № 11. Вступление
- № 12. Песня китобоев — «Большие, большие расстоянья…»
- № 13. Дуэт Кати и Яши — «Здесь чудесно с точки зренья вида…»
- № 14. Реминисценция (Песня Тони об Одессе) — «Когда я пою о широком просторе…»
- № 15. Терцет (Тоня, Лёша, Саша) — «Четвёртого апреля, ты помнишь, как хотели…»
- № 16. Песенка Чумакова о весёлом гарпунере — «Гарпунёр, весёлый малый, жил да был, не унывал…»
- № 17. Выход Нептуна и свиты
- № 18. Переход через экватор — «Люди! Ответьте мне прямо: куда вы плывёте и кто вы?..»
- № 19. Частушки Яши — «Жизнь — копейка, медный грош…»
- № 20. Песня Тони на корабле — «Я помню, как в детстве мне снился ночами…»
- № 21. Танцы: 
  - а) фокстрот
  - б) птички
  - в) быстрая полька
  - г) танец девушек
  - л) общий танец
- № 22. Шторм
- № 23. Финал II действия

Действие третье
- № 24. Антракт
- № 25. Сцена киносъёмки — «Не долго задержу я вас…»
- № 26. Песня Ларисы — «Жена — это вечные будни и скука!..»
- № 27. Финал III действия

## Записи, радиомонтажи и экранизации
- Дунаевский И. Белая акация : монтаж оперетты. Д(НД)—3392-7 (3 пластинки). 1956. Дата записи: 27 июля 1956 года. Солисты, хор и оркестр Московского театра оперетты. Постановка заслуженного деятеля искусств В. А. Канделаки. Дирижёр Г. Столяров

По оперетте были сняты два кинофильма.
- «Белая акация» (1957)
- «Только ты» (1972)

### Комментарии
1. ↑  Встречающиеся в источниках месяцы двух премьер — ноябрь 1955 года и январь 1956 года.
2. ↑  Без третьего куплета.
3. ↑  При отправлении поездов звучит песня «У Чёрного моря».